# Adrian Honkisz
Adrian Honkisz (* 27. Februar 1988) ist ein ehemaliger polnischer Radrennfahrer, der im Straßenradsport aktiv war.

## Sportlicher Werdegang
Honkisz wurde 2008 Zweiter der polnischen Meisterschaft im Straßenrennen der U23-Klasse hinter Piotr Osiński. Bei der Straßen-Radweltmeisterschaft 2008 in Varese startete Honkisz im U23-Straßenrennen, das er jedoch nicht beenden konnte. 2009 wurde er Mitglied im polnischen Team CCC Polsat-Polkowice, bei dem er bis einschließlich der Saison 2016 blieb. Im Jahr 2009 gewann er mit der zweiten Etappe der Tour du Maroc seinen ersten internationalen Wettbewerb. Im Jahr 2010 gewann er die Gesamtwertung und zwei Abschnitte des U23-Etappenrennens Carpathian Couriers Path. Es folgten weitere Erfolge in Rennen der UCI Europe Tour, darunter 2013 und 2015 Siege beim Eintagesrennen Puchar Uzdrowisk Karpackich.
Zur Saison 2017 wechselte Honkisz zum Team Wibatech 7R Fuji, bei dem er jedoch ohne einen weiteren Sieg blieb. Nach der Saison 2019 beendete er im Alter von 31 Jahren seine internationale Karriere im Radsport, bis 2021 trat er noch vereinzelt bei Rennen in seiner Heimat Polen in Erscheinung.

## Erfolge
2009
- eine Etappe Tour du Maroc

2010
- Gesamtwertung und zwei Etappen Carpathian Couriers Path
- eine Etappe Szlakiem Walk Majora Hubala

2012
- eine Etappe Course de la Solidarité Olympique

2013
- Puchar Uzdrowisk Karpackich

2014
- Mannschaftszeitfahren Sibiu Cycling Tour

2015
- Puchar Uzdrowisk Karpackich

2018
- Bergwertung Tour of Małopolska